# Фрімонт (округ Вопака, Вісконсин)
Фрімонт (англ. Fremont) — місто (англ. town) в США, в окрузі Вопака штату Вісконсин. Населення — 627 осіб (2020).

## Демографія
Згідно з переписом 2010 року, у місті мешкало 597 осіб у 259 домогосподарствах у складі 183 родин. Було 317 помешкань
Расовий склад населення:
| - 99,0 % — білих - 0,2 % — чорних або афроамериканців - 0,2 % — азіатів |

До двох чи більше рас належало 0,7 %. Частка іспаномовних становила 0,5 % від усіх жителів.
За віковим діапазоном населення розподілялося таким чином: 18,9 % — особи молодші 18 років, 61,0 % — особи у віці 18—64 років, 20,1 % — особи у віці 65 років та старші. Медіана віку мешканця становила 49,8 року. На 100 осіб жіночої статі у місті припадало 108,0 чоловіків;  на 100 жінок у віці від 18 років та старших — 110,4 чоловіків також старших 18 років.
Середній дохід на одне домашнє господарство  становив 79 427 доларів США (медіана — 63 625), а середній дохід на одну сім'ю — 91 407 доларів (медіана — 74 297). Медіана доходів становила 56 053 долари для чоловіків та 47 083 долари для жінок. За межею бідності перебувало 5,8 % осіб, у тому числі 9,8 % дітей у віці до 18 років та 8,8 % осіб у віці 65 років та старших.
Цивільне працевлаштоване населення становило 346 осіб. Основні галузі зайнятості: виробництво — 23,7 %, освіта, охорона здоров'я та соціальна допомога — 22,3 %, сільське господарство, лісництво, риболовля — 12,1 %, будівництво — 7,2 %.